# Венжувка (Вармінсько-Мазурське воєводство)
Венжувка (пол. Wężówka, нім. Wensowken) — село в Польщі, у гміні Видміни Гіжицького повіту Вармінсько-Мазурського воєводства.
Населення — 210 осіб (2011).
У 1975-1998 роках село належало до Сувальського воєводства.

## Демографія
Демографічна структура станом на 31 березня 2011 року:
|          | Загалом | Допрацездатний вік | Працездатний вік | Постпрацездатний вік |
| -------- | ------- | ------------------ | ---------------- | -------------------- |
| Чоловіки | 110     | 25                 | 72               | 13                   |
| Жінки    | 100     | 21                 | 55               | 24                   |
| Разом    | 210     | 46                 | 127              | 37                   |